# Stefánia portugál királyné
Hohenzollern–Sigmaringen Stefánia (teljes nevén Stefánia Jozefina Friderika Vilhelmina Antónia, németül: Stephanie von Hohenzollern-Sigmaringen, portugálul: Estefânia de Hohenzollern-Sigmaringen; Krauchenwies, Hohenzollern–Sigmaringen Hercegség, 1837. július 15. – Lisszabon, Portugál Királyság, 1859. július 17.), a Hohenzollern-házból származó német hercegnő, Károly Antal hohenzollerni herceg és Jozefina Friderika badeni hercegnő legidősebb leánya, aki V. Péter portugál királlyal kötött házassága révén Portugália és Algarve királynéja 1858-tól egy évvel később bekövetkezett fiatalkori haláláig. Nem születtek gyermekei.

## Származása
Stefánia hercegnő 1837. július 15-én született Krauchenwiesben, a Hohenzollern–Sigmaringen-ház tagjaként. Apjai Károly Antal hohenzollerni herceg, aki Károly hohenzollerni herceg és Marie Antoinette Murat francia nemesasszony fia volt. Apai nagyapai dédszülei Antal Alajos hohenzollerni herceg és Salm–Kyrburgi Amália Zephyrine (Fülöp József salm–kyrburgi herceg leánya), míg apai nagyanyai dédszülei Pierre Murat (Joachim Murat nápolyi király öccse) és Louise d’Astorg voltak.
Édesanyja a sváb Zähringen-házból származó Jozefina Friderika badeni hercegnő, Károly badeni nagyherceg és Stéphanie de Beauharnais grófnő második legidősebb leánya volt. Anyai nagyapai dédszülei Károly Lajos badeni trónörökös herceg és Hessen–Darmstadti Amália (IX. Lajos hessen–darmstadti tartománygróf leánya), míg anyai nagyanyai dédszülei Claude de Beauharnais gróf és Adrienne de Lézay-Marnézia voltak.
Stefánia hercegnő volt szülei hat gyermeke közül a második, egyben a legidősebb leánygyermek. Testvérei olyan magas rangú személyek voltak mint Lipót hohenzollerni herceg; I. Károly román király; Antal herceg, katonatiszt, aki a Königgrätzi csata során szerzett sérüléseiben halt bele; valamint Frigyes herceg, porosz lovassági tábornok és Mária hercegnő, aki Fülöp belga királyi herceg, Flandria grófjának felesége lett.

## Házassága
A hercegnő férje a Bragança–Szász–Coburg–Gotha-házból származó V. Péter portugál király lett. Péter volt Szász–Coburg–Koháry Károly Ferdinánd herceg (Koháry Ferenc József magyar főnemes unokájának) és II. Mária portugál királynő (I. Péter brazil császár leányának) legidősebb fiúgyermeke. Kettőjük házasságára 1858. május 18-án került sor Lisszabonban. Házasságuk nem tartott sokáig, nem sokkal az esküvőt követően 1859. július 17-én Stefánia királyné torokgyík következtében elhunyt. Kapcsolatukból nem születtek utódok. Férje 1861. november 11-én bekövetkezett halála után annak öccse, I. Lajos követte a trónon.

## Címei és titulusai
- 1837. július 15. – 1858. május 18.: Őfelsége Stefánia Hohenzollern–Sigmaringen hercegnő
- 1858. május 18. – 1859. július 17.: Őfelsége A Leghűségesebb Királynéja Portugáliának és az Algarváknak